# Бразилия на зимних Олимпийских играх 1998
Бразилия принимала участие в Зимних Олимпийских играх 1998 года в Нагано (Япония) в третий раз за свою историю, но не завоевала ни одной медали. Страну представлял только один спортсмен — 25-летний горнолыжник Марсело Аповиан, который до этого уже участвовал в Олимпиаде 1992 года.

## Результаты
Соревнования в супергиганте прошли 16 февраля: в связи с плохими погодными условиями несколько раз переносились.
Скоростные дисциплины — скоростной спуск и супергигант — прошли на горнолыжном курорте Хаппо Оне на курорте Хакуба.  Марсело Аповиан получил стартовый номер 47. Бразилец занял 37 место, уступив лидеру 0:14,61.
| Спортсмен       | Соревнование | Итог    | Итог                 | Итог  |
| Спортсмен       | Соревнование | Время   | Отставание от лидера | Место |
| --------------- | ------------ | ------- | -------------------- | ----- |
| Марсело Аповиан | Супергигант  | 1:49,43 | +14,61               | 37    |